# Falko Lorenz
Falko Lorenz (Erfurt, 4 de novembro de 1940) é um matemático alemão.
Doutorado em 1966 pela Universidade de Tübingen, com a tese Bestimmung der Schurschen Indizes von Charakteren endlicher Gruppen. É professor na Universidade de Münster.

## Obras
- Algebra, 2 Bände, BI, Spektrum 1987, 1990, englische Ausgabe 2 Bände, Springer, 2006, 2008 (Bd. 1 Fields and Galois theory, Bd.2 Fields with Structure, Algebras and Advanced Topics), deutsche 4. Auflage 2007 (Bd.1)  mit Franz Lemmermeyer
- Einführung in die Algebra, Spektrum,
- Lineare Algebra, 2 Bände, BI/Spektrum, 4. Auflage 2003
- Algebraische Zahlentheorie, BI 1993
- Funktionentheorie, Spektrum 1997
- Quadratische Formen über Körpern, Lecture Notes in Mathematics, Springer, 1970